# PR-592
A Rodovia PR-592 é uma estrada pertencente ao governo do Paraná, que faz a ligação entre a PR-471 (na altura da cidade de Nova Prata do Iguaçu) e a PR-484, passando pela Usina Hidrelétrica de Salto Caxias.

## Denominação
- Rodovia Prefeito Setembrino Thomazi, no trecho entre Nova Prata do Iguaçu e a Usina Hidrelétrica de Salto Caxias, de acordo com a Lei Estadual 14.021 de 03/02/2003.[1]

## Trechos da Rodovia
A rodovia possui uma extensão total de aproximadamente 27 km, podendo ser dividida em 2 trechos, conforme listados a seguir:
| Ponto de referência                         | Extensão do trecho | Extensão acumulada | Situação    |
| ------------------------------------------- | ------------------ | ------------------ | ----------- |
| Entroncamento PR-471 (Nova Prata do Iguaçu) | ---                | 0 km               | ---         |
| Usina Hidrelétrica de Salto Caxias          | 20,1 km            | 20,1 km            | Pavimentado |
| Entroncamento PR-484                        | 6,9 km             | 27,0 km            | Pavimentado |

Extensão pavimentada: 27,0 km (100,00%)